# Isaak Dov Ber Markon
Isaak Dov Ber Markon, auch Isaak Yulyevitch Markon, (* 27. Januar 1875 in Rybinsk; † 28. März 1949 in London) war ein russischer Bibliothekar, Orientalist und Pädagoge.

## Leben und Wirken
Der in der heutigen Oblast Jaroslawl geborene Isaak Markon war der Sohn eines reichen Kaufmanns. Er studierte anfangs Jura und wechselte 1896 zur Orientalistik an der Universität Sankt Petersburg bei Daniil Awraamowitsch Chwolson. Später wechselte er an die Universität Berlin und beendete seine Ausbildung am dortigen Rabbinerseminar. Von 1901 bis 1917 hatte er eine Stelle als wissenschaftlicher Bibliothekar in der hebräischen Abteilung der Kaiserlichen öffentlichen Bibliothek in St. Petersburg, wo er auch am Orientalistik-Seminar lehrte. An dieser von David Günzburg (1857–1910) gegründeten Lehreinrichtung lernte Markov die Historiker Simon Dubnow, Heinrich Sliosberg und Mark Wischnitzer kennen. Gemeinsam mit A. Sazowski rief er die Gesellschaft der Freunde zur Erforschung der Hebräischen Sprache (Ha-Kedem) ins Leben. In Zusammenarbeit mit Lew Israilewitsch Kazenelson, I. I. Margolin und Abraham Zvi Idelsohn engagierte er sich für die zeitgenössische hebräische Sprache und Kultur, die er neu beleben wollte. Dabei kommunizierten die Wissenschaftler nur in hebräischer Sprache.
1908 schrieben Markon und Günzburg in St. Petersburg eine Festschrift für Abraham Harkavy. Markon gab die Ewrejskaja Enziklopedija mit heraus und unterrichtete von 1918 bis 1920 Jüdische Studien an der Universität St. Petersburg. 1922 übernahm er den Lehrstuhl für Jüdische Studien an der Universität Minsk. 1924 verlegte er seinen Wohnort nach Berlin, wo er am Rabbinerseminar lehrte. In den Folgejahren gab er die Encyclopaedia Judaica mit heraus und publizierte umfangreich in jüdischen Sammelwerken, Festschriften, Lexika und Enzyklopädien.
Die Deutsch-Israelitische Gemeinde in Hamburg übertrug Markon 1928 die Leitung der Jüdischen Bibliothek und der Lesehalle. Markon arbeitete hier nicht nur als Bibliothekar, sondern auch als Autor und Redner. Er publizierte zur Geschichte der Juden in Hamburg und referierte in der Franz Rosenzweig-Gedächtnis-Stiftung und in der Erwachsenenbildung. Dadurch vermittelte er neue Erkenntnisse zur Wissenschaft des Judentums und entwickelte die Gemeindebibliothek zu einer wissenschaftlichen Institution weiter. Während seiner Zeit erweiterte er die Bestände um die Wallich- und die Levin-Salomon-Klaus Bibliotheken und kaufte die Sammlungen von Nehemia Anton Nobel und David Leimdörfer (1851–1922). Außerdem nahm er Spenden von Privatpersonen, Büchereien von Kulturverbänden, Vereinen und Logen entgegen, erwarb Autographien und sammelte regionale Werke. Dadurch entstand eine vielfältige und bedeutende jüdische Institution, deren Depositum heute in der Staats- und Universitätsbibliothek zu finden ist.
Markon, der in Hamburg der Steinthal-Loge, der Beerdigungsbrüderschaft und als kooptiertes Mitglied dem Synagogenverband angehört, wirkte dort bis 1938. Da er sowjetischer Jude war, musste er aus dem Deutschen Reich ausreisen. Er lebte kurzzeitig in Amsterdam und floh 1940 nach Großbritannien. Hier arbeitete er für das Montefiore College in Ramsgate. Im Auftrag der Commission for Jewish Cultural Reconstruction schrieb er über die Verluste von Bibliotheken und anderen Institutionen in Hamburg, Altona und Wandsbek. Für die Zeitschrift Mezudah verfasste er von 1944 bis 1947 seine Lebensgeschichte.